# Тоцкий, Константин Васильевич
Константи́н Васи́льевич То́цкий (23 февраля 1950, Каган, Бухарская область — 23 августа 2018, Москва) — российский государственный деятель. Директор Федеральной пограничной службы Российской Федерации (1998—2003). Постоянный представитель Российской Федерации при НАТО (2003—2008). Генерал армии (22 февраля 2003), чрезвычайный и полномочный посол (2007).

## Биография
Родился 23 февраля 1950 года в городе Каган Узбекской ССР в семье военнослужащего. В 1956 году семья Тоцких переехала в город Елец Липецкой области, где Константин окончил десятилетку.

### Служба в Пограничных войсках
В 1967 году поступил в Московское высшее пограничное командное училище КГБ при Совете Министров СССР, по окончании которого в 1971 году, получил назначение в Северо-Западный пограничный округ на должность заместителя начальника заставы Аллакуртинского пограничного отряда. Через несколько месяцев стал начальником восьмой пограничной заставы Мурманского пограничного отряда.
В 1974 году поступил на факультет пограничных войск Военной академии имени М. В. Фрунзе, по окончании которой в звании старшего лейтенанта проходил службу в Тихоокеанском пограничном округе. С 1977 по 1980 год в должности коменданта участка Южно-Сахалинского погранотряда. В 1980 году на протяжении трёх месяцев служил офицером 1-го отдела штаба Тихоокеанского пограничного округа КГБ СССР во Владивостоке, затем год — заместителем начальника штаба Южно-Сахалинского пограничного отряда. В 1981—1985 годах был начальником штаба Находкинского пограничного отряда.
С 1985 по 1988 год — майор, начальник Хорогского пограничного отряда Среднеазиатского пограничного округа в Таджикистане на границе с Афганистаном. Принимал участие в боевых операциях против моджахедов на территории Афганистана.
С ноября 1989 по 1991 год — начальник Ленкоранского пограничного отряда в Азербайджане. В 1991 году назначен на должность заместителя начальника штаба Закавказского пограничного округа. В 1994 году, после окончания Военной академии Генерального штаба Вооружённых Сил Российской Федерации, назначен начальником штаба Северо-Западного пограничного округа. В декабре того же года присвоено звание генерал-майор.
С 1996 года — начальник Академии Федеральной пограничной службы Российской Федерации. С сентября 1998 по март 2003 года был директором Федеральной пограничной службы Российской Федерации. С января 2001 года по должности директора ФПС России входил в состав созданного по указу президента Российской Федерации Оперативного штаба по управлению контртеррористическими действиями в Северо-Кавказском регионе. В марте 2003 года был освобождён от должности директора ФПС России, переданной в подчинение ФСБ России.

### Дипломатическая служба
16 мая 2003 года назначен на пост постоянного представителя России при НАТО. Указом президента Российской Федерации от 5 февраля 2007 года К. В. Тоцкому присвоен дипломатический ранг чрезвычайного и полномочного посла. 9 января 2008 года освобождён от обязанностей постоянного представителя России при НАТО.

### Работа в Росприроднадзоре
В июле 2009 года назначен на должность заместителя руководителя Росприроднадзора.
Похоронен на Федеральном военном мемориальном кладбище.

## Семья
Супруга — Надежда Петровна (род. 1950), по профессии агрохимик. Дочери: Алла Константиновна (род. 1974) и Елена Константиновна (род. 1981), внук: Артём Константинович Тоцкий (род. 2004).

## Чины и ранги
- Генерал армии (22 февраля 2003)
- Чрезвычайный и полномочный посол (5 февраля 2007)[7]
- Действительный государственный советник Российской Федерации 2 класса (4 июня 2010)[8]

## Награды

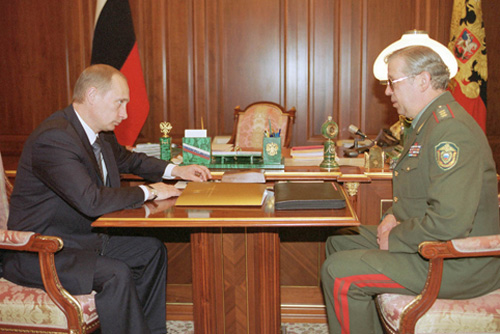
Путин и Тоцкий

- Орден «За заслуги перед Отечеством» IV степени (2000)
- Орден Почёта (24 октября 2007) — за большой вклад в реализацию внешней политики Российской Федерации[9]
- Орден Красного Знамени (1987) — за мужество, проявленное во время оказания интернациональной помощи Республике Афганистан
- Медаль «За боевые заслуги» (1987)
- Медаль «За отличие в охране государственной границы СССР» (1982)
- Благодарность президента Российской Федерации (1999, 2002)
- Почётная грамота Правительства Российской Федерации (10 февраля 2000) — за заслуги перед государством и многолетнюю безупречную службу в органах безопасности страны
- Орден Дружбы народов (30 декабря 2002, Белоруссия) — за заслуги в обеспечении безопасности Союзного государства[10].[11]
- Великий офицер ордена «Звезда итальянской солидарности» (22 апреля 2008)[12]
- Медаль «Данк» (12 июня 2002, Кыргызстан) — за заслуги в развитии военно-технического сотрудничества и укреплении пограничной службы Кыргызской Республики[13]
- Награжден двумя пистолетами ПСМ и револьвером РСА
- Грамота Содружества Независимых Государств (1 июня 2001) — за активную работу по укреплению и развитию Содружества Независимых Государств[14]

## Увлечения
Был болельщиком московского футбольного клуба «Торпедо».